# Safari (serial telewizyjny)
Safari (oryg. Safari) – serial telewizyjny dla dzieci, produkcji czechosłowackiej, z roku 1986. Wakacyjne przygody gromadki dzieci, spędzających lato razem u wujostwa – pracowników ogrodu zoologicznego. Polska premiera odbyła się na kanale TP 1 w dniu 3 lipca 1991 roku.

## Obsada
- Zuzana Cigánová
- Peter Debnár
- František Dibarbora
- Michal Dočolomanský
- Emanuel Hason
- Milan Kňažko
- Zuzana Kocúriková
- Lubomír Kostelka
- Daniela Magálová
- Katarína Šulajová
- Martin Zatovič